# 樊口水利枢纽
樊口水利枢纽，位于中华人民共和国湖北省鄂州市鄂城区樊口街道大闸社区，是一座有灌溉、航运能力的水利枢纽。因梁子湖湖区屡遭洪水，自清朝开始便有在樊口筑堤建闸的提议，但是屡遭挫折，最终在民国时期兴修起了黄柏山堤防及民信闸，及至中华人民共和国时期又兴建了现代化的水利枢纽与泵站方成今日格局。民信闸、樊口大闸、樊口电排站现为湖北省文物保护单位。

## 建造背景

### 樊湖水系
樊湖水系西抵京广铁路、南抵大幕山、东抵大茗山。水系发源于咸宁境内咸安区及通山县交界处的大幕山麓，河流众多，这些河流大多汇入樊湖水系的主体梁子湖中，梁子湖及周边数湖的湖水又借助长港及薛家沟在樊口汇入长江。梁子湖湖区东南西三面被丘陵山区环绕，东北为冲积平原，山区丘陵盛产矿产资源及农副产品，湖区盛产水产资源，冲积平原及梁子湖周边湖水适合垦殖，盛产棉粮油资源。但是湖区海拔较低，尤其是蒲团乡、长港镇、东沟镇一带的西洋畈，高程大多在23米以下，而此段长江平水年水位便可达23—24米左右，一旦长江泛滥，这一带就将被江水倒灌。
生活在梁子湖湖区的居民大多都是迁居而来，这些居民迁来之后便需要“与水争地”，自明代中叶起纷纷筑起围堤以保护农田及房舍，随着时间的推移及人口的增多，这些围堤逐渐沿水呈断续状，后来人又将这些围堤连为一线。这便是今天粑铺大堤前身黄柏山堤的起源。

### 筑坝动议

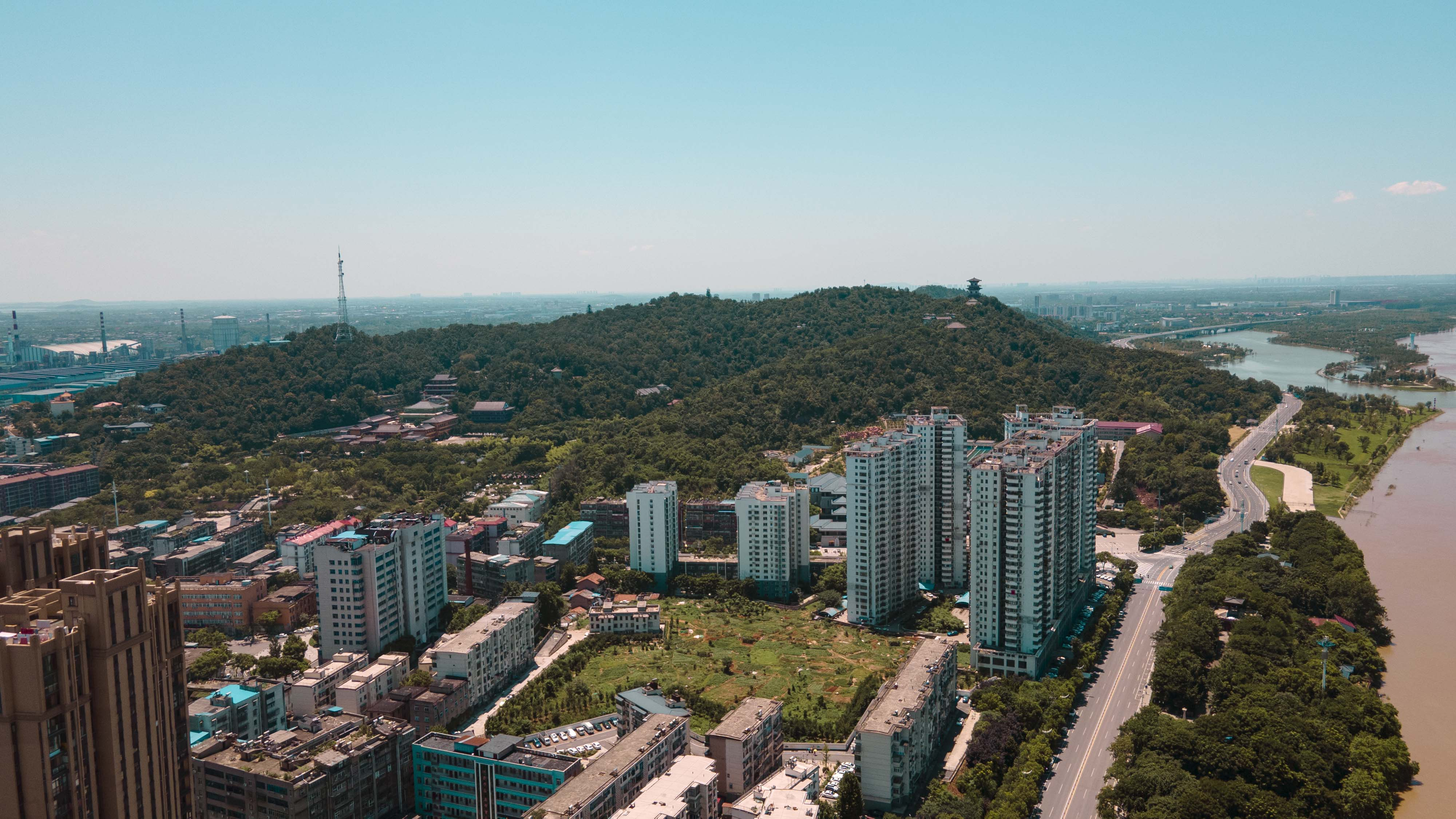
从鄂州市区望向西山风景区，西山右侧即为樊口

虽然黄柏山堤业已连成一线，号称保护“七县一州”，但实际上并没有延伸至长港及薛家沟入江的樊口地带，即并未完全封堵黄柏山至鄂州西山（雷山、樊山）间的长江右岸，所能保护的范围有限。道光15年（1835年）黄柏山堤溃坝，当地诸生便有倡议集资修补。当时长江连年大水，黄柏山堤等上游堤坝日益完善，当地人亦日益需要堵筑樊口完善堤防，但此后受太平天国运动影响未能动工。
同治元年（1862年），时任武昌知县龙云请示在樊口修建堤坝，但湖北巡抚严树森以“此堤一筑水无分泄，大江两岸必别有冲决之患”为由驳回。此后十数年都有筑坝的提议，但是官文、曾国荃、何璟等一干湖北官僚皆持反对态度。

### 建坝遭毁
光绪2年（1876年），家住樊口附近的廪生郭瑞麟目睹当时居民饱受水害，而湖北官僚无动于衷，决定上京请命在樊口筑坝。同乡前大理寺卿王孝凤、前都察院贺云甫对此表示支持，联名致函湖北巡抚翁同爵，准备在樊口筑坝建闸。郭回乡后，联合当地及周边地区乡绅准备在当年冬季筑坝围堵长港，光绪3年（1877年）5月筑堤工程告竣，又规划了建闸。然而因财力民力之困，时至冬日也未能开工。由于建闸之事未能落实，虽然大堤抵御了长江泛滥，但是樊湖水系却没有出口泄流，当年秋季的收成便因蓄水过多有所减少。
再任湖广总督的李瀚章本就反对在樊口筑坝，听闻樊口筑坝之事后，当年冬命提督宋德鸿及武昌知府方大湜率兵前去樊口。此时郭瑞麟等人皆已遁逃未能捕获，但樊口已筑成堤坝被兵勇悉数刨毁。由于筑堤阻隔了既有的樊口航运，船舶皆在樊口聚集，陆地一带也建有屋舍供通商买卖，在此处的挑夫也有数百名。当晚刨堤之时，樊湖积水奔腾而下，造成船只损毁、民众淹死百余人。据《申报》报道，据闻当晚官兵民众间也爆发冲突，挑夫及官兵互相开枪，打伤打死数人。
事后李瀚章上奏革去郭等人的功名顶戴，又发出通缉，监利县令刘笃庆因支持筑堤也遭革职查办。当地乡绅在光绪4年（1878年）春亦欲上京呈诉。
光绪4年（1878年）夏，因当年春季江水再度倒灌，百姓皆认为应该重筑堤防，众推胡炳卢、汪国源二人主持重建樊口堤防。当年农历五月初一，当地乡民万余人聚集在樊口，工程在去年被扒开的缺口处再次开启。
李瀚章得知后，遂派兵前往阻止。兵勇先传达湖北省司的意见表示不许修筑：封堵河道会使船只受阻，影响梁子湖周围咸宁、武昌、通山等地的商贸往来，进而一些河港码头村镇兴衰也会受其影响。但乡民认为江水倒灌必然会使得梁子湖湖区百姓生活愈发艰难，宁可违抗命令也要重修堤防。此时官兵人数虽然少于聚集的百姓，但是官兵装备精良，两方遂呈对峙之势。
筑堤百姓中有一些人眼见此互不相让之景，认为修堤不成也是一死，修完被毁也是一死，建议与官军一斗泄愤。胡炳卢及一些乡绅的劝阻百姓莫要妄为，认为众人这样只会招来杀生灭族之祸。最终聚集的百姓散去，官兵上前掘堤也并未加以阻拦。
李瀚章事后上奏朝廷声称“武昌等县刁衿拦河筑坝，有碍水利”。事后当地乡绅到省司请求安抚民心，李瀚章给出两个条件，一是在此处堤防建闸，日后开关皆由官府决定；二是拘捕主事者以儆效尤。于是胡炳卢、汪国源被下令通缉，胡炳卢遁逃，汪国源被关进黄州府大牢。事后虽然有彭玉麟为汪国源辩解，但仍被李瀚章处死。

### 建闸争论
虽然冲突结束，但是樊口百姓宁可抗命也要筑坝的行为也引起了朝中大臣的关注，御史李廷箫上奏“樊口堤闸关系农田民命，委员勘报不实，请饬复查。”清廷得知后便派遣彭玉麟、楊岳斌前去樊口察勘。楊岳斌因其父大病告假，之后由彭玉麟一人前往樊口。

#### 彭玉麟申建闸可行
彭玉麟察勘结束后，认为应该在樊口筑坝修闸。首先，梁子湖湖区各县可收谷六百余万石，但能够有这个收成的前提条件是农田不被水淹，而想让农田不被水淹则必然要在樊口筑坝修闸。其次，一旦农田被水淹，会导致当地居民迁至其它地方，弱者则深居大山，强者则变为流寇强盗，建闸后则可以使得百姓安居乐业。最后，湖区居民七八成都以耕田为生，捕鱼者不过少数，建闸后能惠及大多数居民，赋税也能够增加。
清廷览阅彭玉麟的奏折后认可了建闸，要求“即著照所請，由李瀚章等督飭屬員，趕緊辦理”。

#### 李瀚章申建闸五害
李瀚章接谕后一面同意加紧办理，一面又列举了所谓“建闸五害”，梗概如下。
1. 倘若不建闸，只不过在水大年份存在倒灌风险，而倘若建闸，水小年份湖水没有出路必然会影响收成，长此以往会生出事端。
2. 樊口为长江汉江合流后下游南岸泄洪的首要区域，一旦建闸上游下游会有溃坝风险。
3. 一旦建闸，长江江鱼无法入湖，农田又因积水影响耕作，对农业渔业皆有影响；而且湖区市镇众多，樊口又是航运繁忙之处，本来就是一处商业课税重地，建闸后船只不能通行，影响商贸往来。
4. 樊口是省城武昌府城的后路，太平天国运动期间湖北军粮多依靠梁子湖运输，建闸后万一生变后果不堪设想；梁子湖的淤泥也会在闸口堆积最终堵塞；一旦积水过多导致闸口溃堤会影响下游百姓。
5. 长江两岸还有诸如新滩口、沌口、金口、沙口、陆溪口、富池口等地情形与樊口类似，倘若在樊口建闸，必然会使得这些地方的百姓纷纷效仿，长此以往两岸都建闸堵筑，江水又从何宣泄，还是必然会影响下游百姓。

清廷览阅李瀚章的奏折后，表示“所奏亦不為無見”，不过还是要求李瀚章妥善安排建闸之事。此后御史孔憲瑴上奏认为李瀚章在樊口事情上固执己见，清廷表示已要求李瀚章遵旨从事。
光绪5年（1879年）春，李瀚章表示关于樊口建闸已经有了章程，清廷也对章程较为满意，便示意李瀚章照此办事。但实际上从今日来看，李瀚章及后来的湖北官僚多在拖延，虽然最后修了堤，但却一直没有建闸。

#### 后续
光绪5年（1879年），武昌邑人范鸣和、崔生甫二人著书《淡灾蠡述》，论证樊口修闸之必要。光绪10年（1884年），时任御史的赵尔巽看到樊口虽然修堤但未建闸，向清廷禀奏建闸之事。同年5月，由于樊口建闸“刻难兴办”，湖北官员上奏减免樊口部分受灾地区赋税获得清廷同意。另外，时任翰林院侍讲学士的张之洞也针对彭、李二人的奏折进行了议论，虽然都予以肯定，但是仍然与李瀚章态度一致，即在当时条件下樊口不适宜建闸。
光绪33年（1907年）末，江夏、武昌两县乡绅再次动议在樊口建闸，赵尔巽遣人勘察后，于次年春再次以“利少害多”为由不予建闸。
宣统元年（1909年），湖北官员李仙培在为赈济事情清查樊口户口时，对樊口情形再做勘察，认为樊口建闸有利无害，遂提出《樊口建闸十可说》。
|                            | 国课可升，民生可保，地利可恃，天灾可救，人心可顺，物产可增，厘金可旺，渔业可多，劳费可免，赈抚可除。 |
| ——樊口建闸十可说，宣统元年 | |

## 中华民国时期

### 工程计划
民国3年（1914年），樊口堤代表胡全崇在汉口与日商聚成建筑公司、维新营造厂签订协议，决定樊口堤闸工程交由日本商人承包建设。此事传至各县士绅后引起轩然大波，甚至一度要求武力干涉。最终日商迫于压力取消合同，此次建堤未能成行。
民国10年（1921年），有一位名叫陈伯勋的人开始招股集资准备修建堤闸，虽然招股的宣传中是为百姓谋利，但是陈伯勋借此低价收购荒田，欲从中投机牟利。民国11年（1922年）冬，湖北督军萧耀南同省长夏寿康决定委任吴兆麟为总理，主持建闸事宜。吴兆麟到任后与当地乡绅会谈，最终总结出一套“三步走”的施工计划。计划内容如下：
1. 第一步，筑堤堵住樊口、截断长港，同时堵住各湖通往长港的通道（十二湖口）。
2. 第二步，开南北月河[註 7]、建南北两闸。
3. 第三步，打开十二湖口，同时疏浚一些支港，开高地的塘堰，同时在月河上架起桥梁供人通行。

最终，樊口的堤坝在民国10年冬开工，次年春竣工。为方便在建闸前外泄湖水，在大坝中间底部预埋有铁管泄水，但实际上铁管仅有1.5米直径，无力排出内湖的积水。

### 民信闸

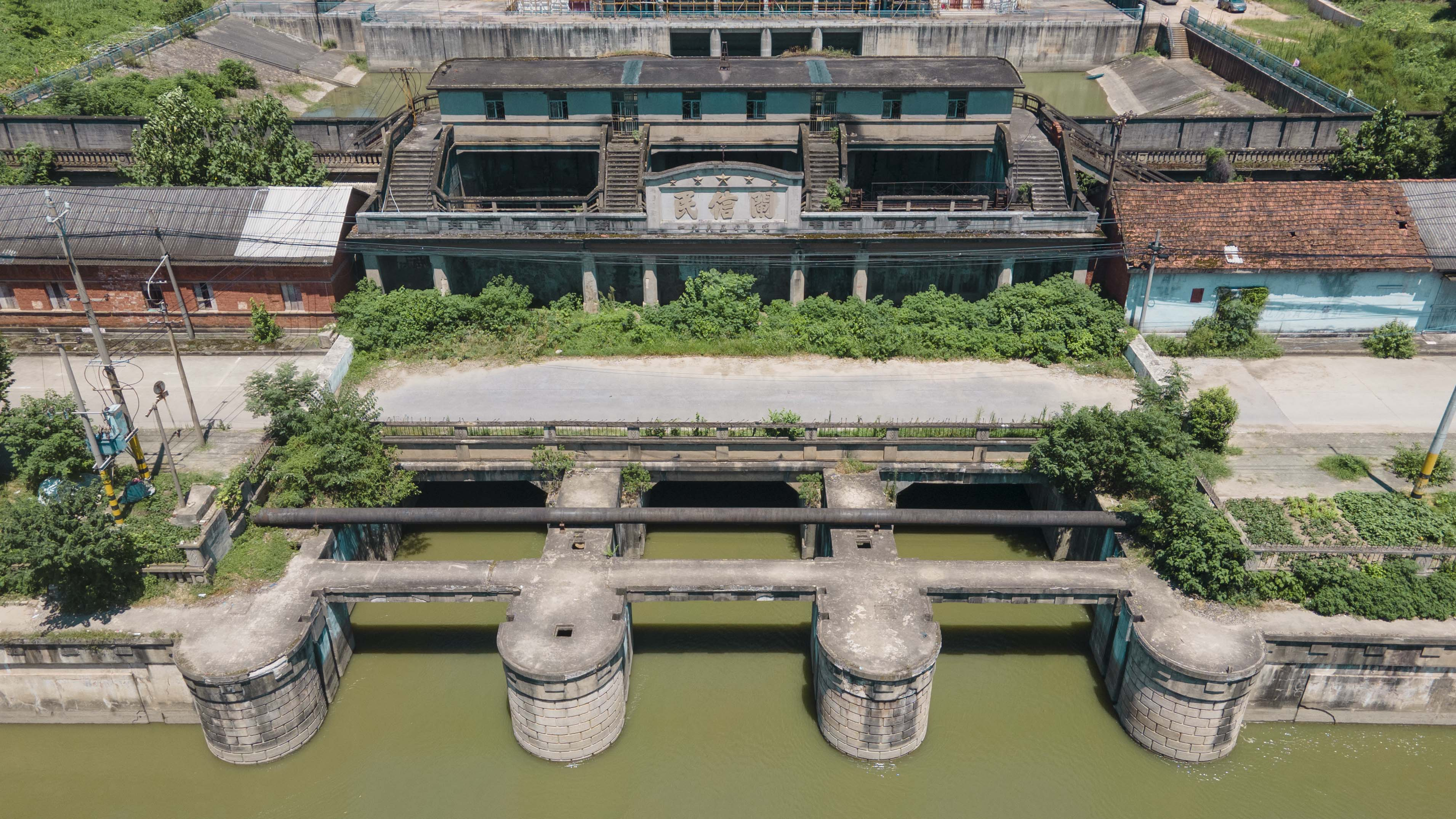
民信闸，现时建筑为1965年改修成果，可见其上标语

民信闸是上文“三步走”中第二步工程的一部分，民国13年（1924年）开始动工建设，由德国工程师姚克尔设计，汉口均益公司施工，次年（1925年）基本完工。民信闸设置于长港右岸，使用松木桩基作为建筑底板。其上为钢筋混凝土闸体，设闸墩4座，墩间3孔，长7米。闸门分为滨江侧与滨湖侧，滨江侧为半永久的人字形闸门，计3对6扇，高14.6米；滨湖侧为叠梁式闸门。另外民信闸闸墩上还设有公路桥梁供人通行。

### 民生闸
当时与樊口堤、民信闸一同修建的水利设施，还有横越薛家沟的民生闸。民生闸坐落于薛家沟汇入长港处，为钢筋混凝土拱形水闸，孔宽4米，高4.9米，闸门为单开门式闸门，由木板拼接而成。

### 工程中辍
民信闸基本完工后，因政局变化吴兆麟去职离开汉口，工程便就此暂停。事后，由于闸门为木制，且无法提出水面，因此腐烂速度较快，民国19年（1930年）民间便有动议应该对民信闸做整修。民国27年（1938年），因日军逼近湖北，国军欲阻挡日军西进，准备将民信闸炸毁，但因炸药用量不多，未能完全炸毁闸身。抗日战争结束后，国民政府虽一直有意整修，但是皆未实行，此间在民国34年（1945年）、民国35年（1946年）高水位时，民信闸闸门皆有闸门冲毁江水倒灌的记录，民国38年（1949年）7月，已经为共产党所攻下的鄂州又遭洪水，群众自8日起屡次投石护闸，闸板却屡次被洪水冲断，至15日方才脱险。

## 水利枢纽的形成

### 二度整修民信闸
中华人民共和国建国后，民信闸的修缮便由长江水利委员会中游工程局提上日程。第一轮整修自1951年开始设计，1952年12月正式动工，1953年5月竣工。此次改修修补了抗日战争时被国军炸损的闸身与桥梁，另外新增了胸墙与启闭设备，闸门改建为拱形面板直升式，在枯水季可以完全吊出水检修。
1954年长江洪水期间，为保武汉及黄石不被水淹，鄂城县在新港湖、三江口、雷山脚下三处地段炸开粑铺大堤实施分洪，民信闸未能在此间派上用场。但在洪水之后的论证检验中，民信闸的一些不足也凸显出来：民信闸闸顶比洪水期间最高水位低、木制闸板濒临腐烂、卷扬机动力方式仍为手摇等。因此在1964年冬季，民信闸又一次整修改建，工程由黄冈地区水利局设计，鄂城县水利局负责施工。此次改修将闸体加高，并将所有木制闸板换为钢板，将启闭设备动力方式改为电动。1965年，第二次改修工程完工。

#### 改修民生闸
在民信闸改修完成后的1966年，鄂城县水利局也改建了民生闸。同样将既有木闸门改为钢闸门，并设置启闭机一台。

### 新闸站建设缘起
1969年长江洪水期间，梁子湖流域内涝严重，因此解决水患的呼声愈高。当年9月，鄂城县革命委员会向湖北省及咸宁地区上呈《关于请示修建梁子湖电力排水站工程的报告（鄂城〔69〕158号）》，经过批复后，1970年7月1日工程破土。1970年8月，时任湖北省革命委员会副主任张体学在武汉召开有关根治梁子湖流域的会议，会议事后虽然没有发文，但确立了改修樊口水利枢纽应该执行“自排为主，电排为辅”的方针，且应先修大闸（即樊口大闸）及自樊口经三山湖、保安湖至西长岭的新河道（新港），后修电排站（即樊口电排站、樊口泵站）。

### 大闸及新港的建设
在上文的会议中，原本商定鄂城、武昌、大冶三县共派出10万劳力，其中鄂城5万、武昌与大冶共计5万，但事后一切工程均由鄂城县独自承担。除开樊口大闸的施工，鄂城在1970年冬季再派3万人先行开挖新港河道的一部分。此后樊口大闸工程由6000—10000劳力日夜不停施工，而新港工程则只在秋冬枯水季抢挖，为此鄂城县动员了全境男女劳力，无论工程是否惠及该地区，都需要进驻工地，最高峰时有10万人在参与河道开挖的工程。
1972年4月，湖北省水电局联合梁子湖流域各地县开始对梁子湖流域做具体勘察并开会讨论，此后与会单位以湖北省水利勘测设计院的名义发布《梁子湖地区综合治理规划报告》，其中确立新的人工河（新港）河道走向自樊口大闸起，经三山湖、保安湖经长岭、金牛坟至港口，全长63.5千米。同时在两侧筑堤，未来汛情严重时，山洪可经该河道直接通过樊口大闸排入长江。
1972年10月，樊口大闸工程基本告竣。因人工河却尚在修建之中，至1973年春樊口大闸才投入使用。人工河在1974年春挖至三山湖便告一段落，后准备开挖明槽联通梁子湖与保安湖，但工程未能完成便下马停工。

## 枢纽工程

### 樊口大闸

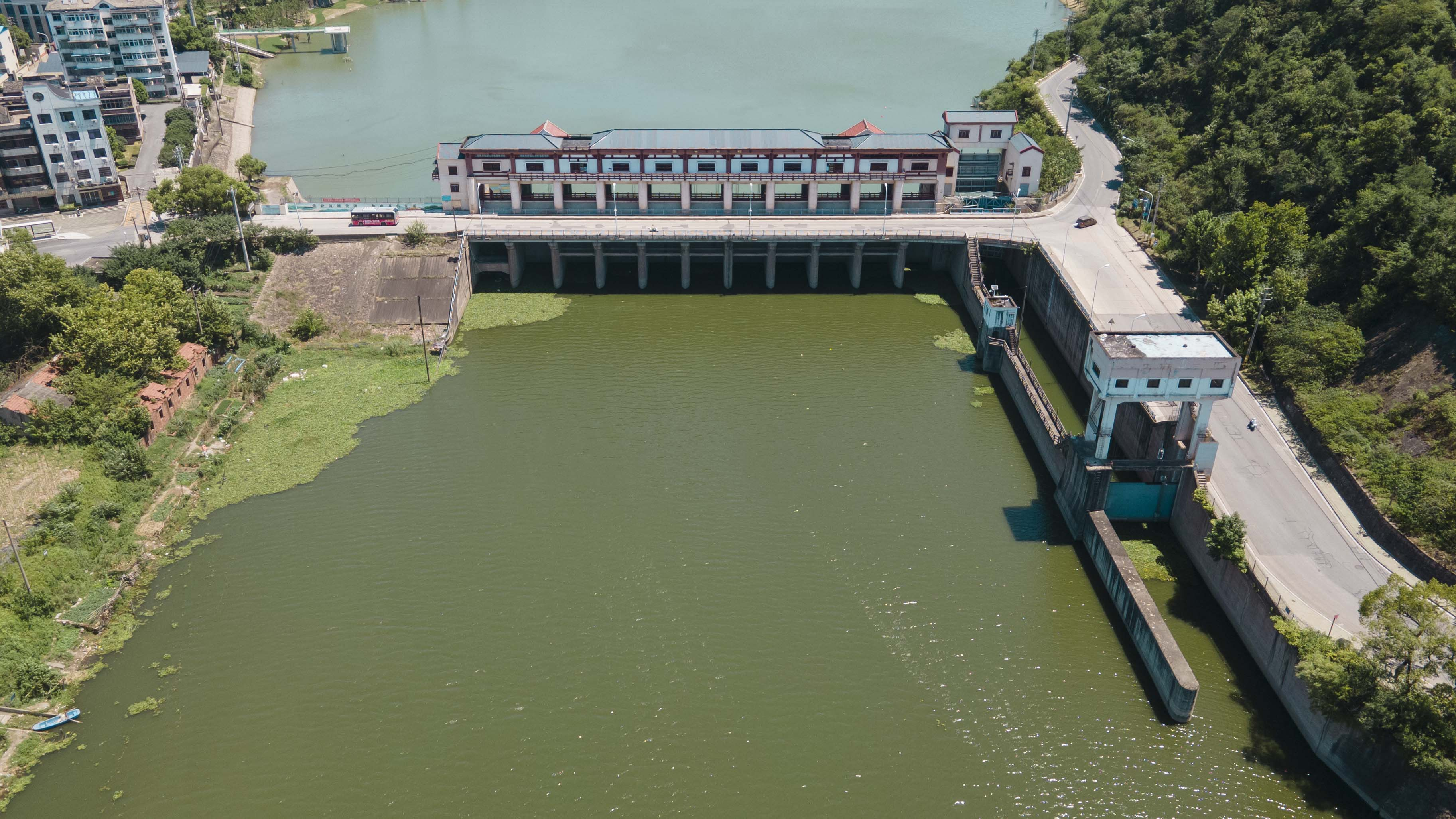
樊口大闸

樊口大闸分为水闸、船闸、公路桥等主要部分，其中船闸直至1984年才开放通航。
水闸部分设11孔，各孔形制一样，皆宽6.5米，高8米，中有11座闸墩，厚1.5米。在闸体上设有工作桥供卷扬机移动启闭闸门，另还设有检修平台及便桥供检修及捕捞人员使用。船闸部分由上下闸首、船室、输水闸、上下游导航墙等部分组成。船室长80米，宽10米；上闸首为两扇钢平面闸门，下闸首为两扇人字型闸门，另有调节船室水位的涵洞及闸门。船闸仅能在外江水位高于内湖水位时使用。公路桥在闸门内湖一侧，车道宽9米，两侧各设1米宽的人行道。

### 樊口电排站

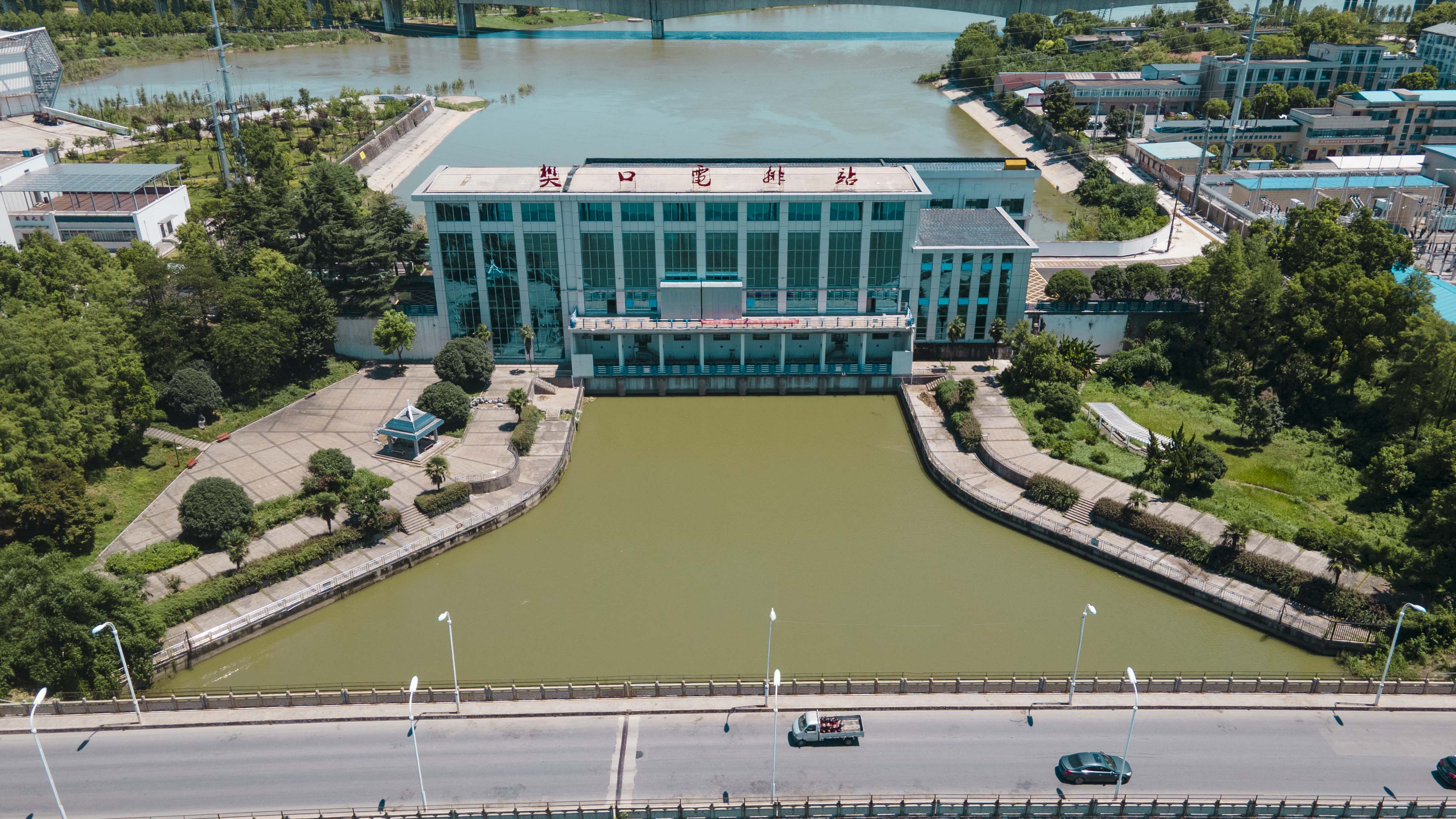
樊口电排站

在《梁子湖地区综合治理规划报告》中，樊口电排站（樊口泵站）准备建成为拥有“1600千瓦电动机8台，装机12800千瓦”的泵站。但在1973年6月湖北省水利电力勘测设计院的《湖北省梁子湖地区综合治理第一期排涝工程初步设计说明书》中，樊口电排站技术条件改为800千瓦电动机20台、6000千瓦3台机组两个方案。1974年，省水利电力勘测设计院编成《樊口泵站扩大初步设计》报告，认为樊口电排站设备技术条件应该扩大为6000千瓦4台机组，后与长江流域规划办公室商讨后确立了该技术条件。
1977年7月1日，樊口电排站开始动工建造，此后工程昼夜不停，至1978年6月已完成电机层的混凝土工程。至1980年6月10日，4台机组已经安装完毕，其中3组开始试运行，余下1组做原型试验，樊口电排站工程就此基本竣工。

### 其他工程

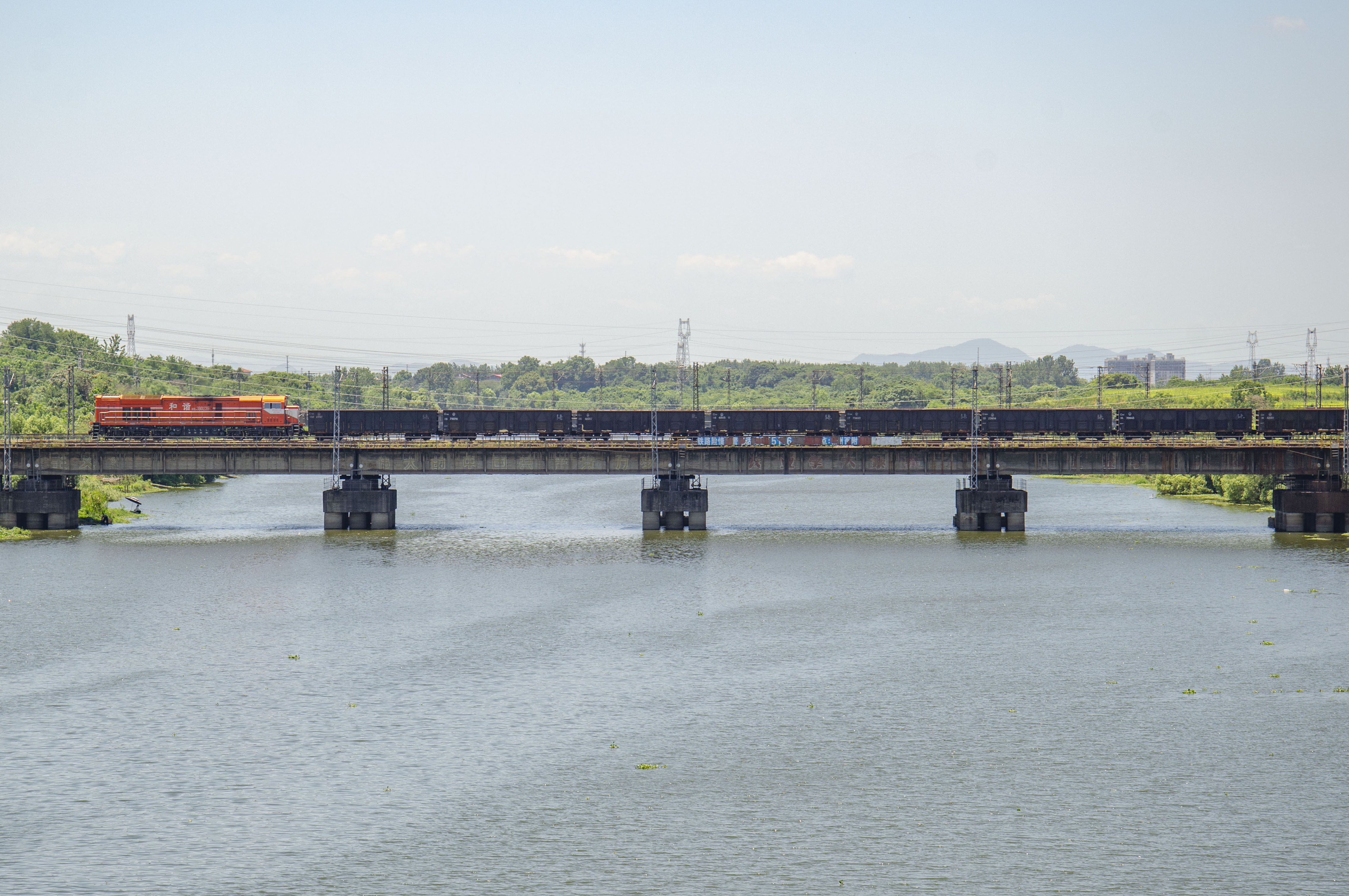
鄂州西站调车牵引列车通过鄂城双线大桥，可见桥梁上的“农业学大寨”等标语

樊口水利枢纽工程浩大，除樊口大闸、人工河及电排站外，还有一些附属设施工程。在电排站以南，建有一座公路桥以联通被挖断的武黄公路（今 316国道）；在电排站附近还有薛家沟闸用于灌溉，薛家沟闸为单孔拱闸，宽4米、高5米，有一座钢平板闸门。另外，新人工河选址经过武大铁路（武九铁路前身），在人工河开挖之前，铁路部门在预定的河道地段新建长338.40米的鄂城大桥用以承载武大铁路双线。

### 既有设施后续
1980年樊口电排站建成后，泵站至薛家沟之间新的堤防启用，民信、民生二闸不再直面长江，民信闸只作为鸭儿湖的节制闸使用，而民生闸彻底完成其历史使命。1985年，因薛家沟港扩建，民生闸被拆毁，原址修有民生桥一座。

### 樊口电排二站
2016年夏，湖北又一次遭受洪涝灾害。鄂州市在此后决定新开梁子湖流域的第二条入江水道，在既有樊口电排站旁薛家沟闸附近修建第二电排站，即樊口电排二站（樊口二站）。2017年夏获得湖北省发展和改革委员会批复，2021年主体工程完工。樊口二站中装配有5台4000千瓦机组，泵站总排水量可达150立方米每秒。

## 管理与影响
樊口水利枢纽在建成后，管理方一直根据各个湖泊流域的水量进行合理调控。如鸭儿湖渍水不多，而周围田地较多；梁子湖水量多，而周围田地不多，对此管理方按照先鸭儿湖、三山湖、保安湖，然后梁子湖的顺序排出渍水。另外鄂州还陆续修建了一些节制闸用以调控具体湖泊的水量。
在经济效益上，得益于泵站建成，1980—1982年间梁子湖湖区得以增产粮食4.765亿市斤。扣除劳力及维护支出后，3年净增产值可达3121.2万元，大于建设樊口泵站所投资的2540万元，相当于鄂州只用了3年便“赚回来了一座樊口泵站”。

## 文物保护
2014年6月22日，“樊口水利枢纽”被湖北省人民政府列为第六批湖北省文物保护单位，包括民信闸、樊口大闸、樊口电排站。
其保护范围和建设控制地带为：
1、民信闸。
保护范围：东面至30°24′55.80″N 114°50′26.47″E / 30.4155000°N 114.8406861°E；西面至30°24′55.33″N 114°50′22.10″E / 30.4153694°N 114.8394722°E；南面至30°24′53.86″N 114°50′23.98″E / 30.4149611°N 114.8399944°E；北面至30°24′57.57″N 114°50′24.73″E / 30.4159917°N 114.8402028°E。
建设控制地带：自保护范围向外延伸，东面至30°24′55.90″N 114°50′27.03″E / 30.4155278°N 114.8408417°E；西面至30°24′55.61″N 114°50′21.24″E / 30.4154472°N 114.8392333°E；南面至30°24′53.17″N 114°50′24.02″E / 30.4147694°N 114.8400056°E；北面至30°24′58.50″N 114°50′24.26″E / 30.4162500°N 114.8400722°E。
2、樊口大闸。
保护范围：东面至30°24′58.11″N 114°50′47.63″E / 30.4161417°N 114.8465639°E；西面至30°24′55.67″N 114°50′38.56″E / 30.4154639°N 114.8440444°E；南面至30°24′52.58″N 114°50′42.47″E / 30.4146056°N 114.8451306°E；北面至北纬30°25′00.75″N 114°50′43.24″E / 30.4168750°N 114.8453444°E。
建设控制地带：自保护范围向外延伸，东面至30°24′57.63″N 114°50′49.17″E / 30.4160083°N 114.8469917°E；西面至30°24′55.84″N 114°50′37.25″E / 30.4155111°N 114.8436806°E；南面至30°24′52.02″N 114°50′42.36″E / 30.4144500°N 114.8451000°E；北面至30°25′01.47″N 114°50′42.70″E / 30.4170750°N 114.8451944°E。
3、樊口电排站。
保护范围：东面至30°25′04.32″N 114°50′38.18″E / 30.4178667°N 114.8439389°E；西面至30°25′02.80″N 114°50′30.35″E / 30.4174444°N 114.8417639°E；南面至30°25′00.28″N 114°50′35.44″E / 30.4167444°N 114.8431778°E；北面至30°25′06.75″N 114°50′33.19″E / 30.4185417°N 114.8425528°E。
建设控制地带：自保护范围向外延伸，东面至30°25′04.90″N 114°50′39.42″E / 30.4180278°N 114.8442833°E；西面至30°25′02.51″N 114°50′29.45″E / 30.4173639°N 114.8415139°E；南面至30°24′59.24″N 114°50′39.42″E / 30.4164556°N 114.8442833°E；北面至30°25′08.00″N 114°50′32.75″E / 30.4188889°N 114.8424306°E。

## 备注
1. ↑  主要是从江西。
2. ↑  老武黄公路/ 316国道粑铺大堤段
3. ↑  清代武昌府全境，即江夏县（民国废府制后改武昌县）、武昌县（民国废府制后改寿昌县，后又改鄂城县）、嘉鱼县、蒲圻县、咸宁县、崇阳县、通城县、兴国州及下属大冶县、通山县，计七县一州。
4. ↑  次年署湖广总督，当年逝世。
5. ↑  张后任湖广总督，期间在武汉三镇修建有张公堤、武泰闸、武丰闸等水利设施，但仍未考虑修建樊口闸。
6. ↑  在如上赵尔巽遣人勘察时，李仙培曾也前去查看，但因对当地路况不熟，只是在岸边略作查勘。
7. ↑  即经过闸口的新河道
8. ↑  这座公路桥梁为预留，建闸时樊口甚至还没有公路
9. ↑  甚至还有两颗地雷没有引爆，1953年整修时直接用混凝土将地雷包裹，至1990年代末仍未排除。
10. ↑  原省厅文件西至纬度为北纬30°24′53.33″，南于南至，显然有误，依据建设控制地带西至坐标勘之。
11. ↑  原省厅文件北至纬度为北纬30°24′00.75″，南于南至且偏移极大，显然有误，依据建设控制地带北至坐标勘之。